# Philippine Velge
Philippine Velge (Bruselas, 6 de enero de 1996) es una actriz belga-británica, conocida por interpretar a Margot en The Serpent Queen (2024).

## Biografía y carrera
Velge nació en Bruselas, Bélgica, sin embargo, a la edad de tres años se mudó con su familia a Kent, Inglaterra, donde creció. Posee familiares en Francia y Bélgica, y habla francés e inglés con fluidez. Estudió una Licenciatura en Arte Dramático en la Royal Academy of Dramatic Art (RADA) de 2015 a 2018.
Comenzó su carrera apareciendo en un capítulo de la serie británica Doctors (2000-) como Bonnie Styles, seguido por su debut cinematográfico con la cinta franco-belga Verano del 85 (2020), dirigida por François Ozon y en la que interpreta a Kate. Siguió con su carrera en la televisión con las series televisivas Station Eleven (2021) como Alexandra, The Bastard Son & The Devil Himself (2022) como Odette, y The Serpent Queen (2024) como Margot. Apareció en el cortometraje Stella (2024) como Georgie.
El 30 de agosto de 2024, Velge se unió al elenco de la próxima entrega de la franquicia de Jurassic Park, Jurassic World: Rebirth que se lanzará en julio de 2025.

## Filmografía

### Televisión
| Año  | Título                              | Papel         | Notas |
| ---- | ----------------------------------- | ------------- | ----- |
| 2019 | Doctors                             | Bonnie Styles |       |
| 2021 | Station Eleven                      | Alexandra     |       |
| 2022 | The Bastard Son & The Devil Himself | Odette        |       |
| 2024 | The Serpent Queen                   | Margot        |       |

### Cine
| Año  | Título                  | Papel   | Notas              |
| ---- | ----------------------- | ------- | ------------------ |
| 2020 | Verano del 85           | Kate    | Hablada en francés |
| 2024 | Stella                  | Georgie | Cortometraje       |
| 2025 | Jurassic World: Rebirth | Nina    | Debut Hollywood    |